# DH Весов
DH Весов (лат. DH Librae) — одиночная переменная звезда в созвездии Весов на расстоянии (вычисленном из значения параллакса) приблизительно 13885 световых лет (около 4257 парсеков) от Солнца. Видимая звёздная величина звезды — от +14,7m до +13,5m.

## Характеристики
DH Весов — пульсирующая переменная звезда типа RR Лиры (RR).